# Unleash the Fury
Albums de Yngwie Malmsteen
Oujya Ressou – Instrumental Best Album
(2004) Perpetual Flame
(2008)
Unleash The Fury est le quatorzième album studio d'Yngwie Malmsteen sorti en 2005, avec Fire and Ice c'est l'album le plus varié de sa discographie.

## Titres
Toutes les chansons sont écrites et composées par Yngwie Malmsteen.
| No  | Titre                                          | Durée |
| --- | ---------------------------------------------- | ----- |
| 1.  | Locked & Loaded                                | 3:46  |
| 2.  | Revolution                                     | 4:17  |
| 3.  | Cracking the Whip                              | 3:50  |
| 4.  | Winds of War (Invasion)                        | 5:05  |
| 5.  | Crown of Thorns                                | 4:24  |
| 6.  | The Bogeyman                                   | 3:57  |
| 7.  | Beauty and a Beast                             | 3:18  |
| 8.  | Fuguetta (Fugue in G minor, "Little", BWV 578) | 1:01  |
| 9.  | Cherokee Warrior                               | 5:29  |
| 10. | Guardian Angel                                 | 3:20  |
| 11. | Let the Good Times Roll                        | 4:03  |
| 12. | Revelation (Drinking with the Devil)           | 5:38  |
| 13. | Magic and Mayhem                               | 4:39  |
| 14. | Exile                                          | 3:52  |
| 15. | The Hunt                                       | 4:20  |
| 16. | Russian Roulette                               | 4:10  |
| 17. | Unleash the Fury                               | 5:42  |
| 18. | Paraphrase                                     | 3:49  |

## Credits
- Yngwie Malmsteen : guitare, basse, chant
- Doogie White - chant
- Patrick Johansson - batterie
- Joakim  Svalberg - claviers

## Autour de l'album
- Yngwie chante sur Cherokee Warrior et sur le refrain de Cracking The Whip.
- Le titre de l'album est une allusion à un incident daté de 1988 alors que Malmsteen et son groupe étaient dans un vol vers Tokyo. Passablement saouls, l'attitude d'Yngwie et du claviériste Jens Johansson ajoutés à certains propos homophobes auraient agacé une passagère qui aurait jeté de l'eau glacée sur le guitariste alors qu'il dormait. Celui-ci, enragé, lui aurait dit : "you have unleashed the fury".